# Elk Pass
Elk Pass är ett bergspass i Kanada.   Det ligger i provinsen Alberta, i den södra delen av landet, 2 900 km väster om huvudstaden Ottawa. Elk Pass ligger 1 953 meter över havet.
Terrängen runt Elk Pass är bergig söderut, men norrut är den kuperad. Trakten runt Elk Pass är nära nog obefolkad, med mindre än två invånare per kvadratkilometer.. Det finns inga samhällen i närheten. 
I omgivningarna runt Elk Pass växer i huvudsak barrskog.